# Horst Seeger
 Horst Seeger (* 6. November 1926 in Erkner; † 2. Januar 1999 in Dresden; Pseudonym: Horst Schell) war ein deutscher Musikwissenschaftler, Musikkritiker, Dramaturg, Autor und Intendant.

## Leben
Seeger studierte an der Humboldt-Universität zu Berlin Musikwissenschaft bei Walther Vetter, Ernst Hermann Meyer und Hans-Heinz Dräger und betätigte sich ab 1954 als Musikjournalist und -kritiker. 1958 promovierte er mit der Arbeit Komponist und Folklore in der Musik des 20. Jahrhunderts. Von 1959 bis 1960 war er Chefredakteur der Zeitschrift Musik und Gesellschaft. 1960–1973 war er Chefdramaturg an der Komischen Oper. 1973 übernahm er die Leitung der Staatsoper Dresden im Gebäude des Schauspielhauses und seit 1979 auch die Leitung der Sächsischen Staatstheater. Seeger holte Regisseure wie Harry Kupfer und Ruth Berghaus und Dirigenten wie Herbert Blomstedt nach Dresden. Große Verdienste erwarb er sich beim Zustandekommen des Wiederaufbaus der Semperoper.

## Schriften

### Sachbücher (Auswahl)
- Wolfgang Amadeus Mozart. VEB Deutscher Verlag für Musik, Leipzig 1956.
- Kleines Musiklexikon. Henschelverlag, Berlin 1958.
- Biografische Nachrichten von Joseph Haydn. Bärenreiter-Verlag, Kassel 1964.
- Musiklexikon in zwei Bänden. VEB Deutscher Verlag für Musik, Leipzig 1966.
- Wir und die Musik. Henschelverlag Kunst und Gesellschaft, Berlin 1968.
- Opern-Lexikon. Henschelverlag Kunst und Gesellschaft, Berlin 1968 (1. Auflage) bis 1989 (4., durchgesehene Auflage, ISBN 3-362-00014-2)
  - Lizenzausgabe für die Bundesrepublik Deutschland, Berlin (West), Österreich u. d. Schweiz:  3., erweiterte Auflage, erweiterte Neuausgabe. Heinrichshofen-Bücher. Florian Noetzel Verlage, Wilhelmshaven 1987, ISBN 3-7959-0271-1.
- mit Ulrich Bökel: Musikstadt Berlin. Deutscher Verlag für Musik, Leipzig 1974.
- mit Ulrich Bökel: Wie stark ist nicht dein Zauberton: eine Einführung in die Welt der Oper. Kinderbuchverlag , Berlin 1974.
- Musiklexikon: Personen A-Z. 1. Auflage. Deutscher Verlag für Musik, Leipzig 1981 (860 S.).
- Horst Seeger (Hrsg.): Die große Liedertruhe: Schöne alte und neue Volkslieder. 1. Auflage. Kinderbuchverlag, Berlin 1984 (319 S., Mit originellen Illustrationen von Egbert Herfurth). Auflage nach der Wende: Die grosse Liedertruhe: Schöne alte und neue Volkslieder. 3. leicht veränderte  Auflage. Faber & Faber, Leipzig 1997, ISBN 978-3-928660-98-3 (287 S.).

### Libretti
- Lazarillo vom Tormes, Oper von Siegfried Matthus. Henschelverlag Kunst und Gesellschaft, Berlin 1963
- Der Doppelgänger, Ballett von Fritz Geißler. Deutscher Verlag für Musik, Leipzig 1968
- Barockkonzert, von Günther Fischer
- 1963: Ritter Blaubart mit Walter Felsenstein nach dem Original von Henri Meilhac und Ludovic Halévy
- 1966: Don Giovanni mit Walter Felsenstein nach dem Original von Lorenzo Da Ponte